# Acropsilus stekolnikovi
Acropsilus stekolnikovi är en tvåvingeart som beskrevs av Grichanov 1998. Acropsilus stekolnikovi ingår i släktet Acropsilus och familjen styltflugor.
Artens utbredningsområde är Sierra Leone. Inga underarter finns listade i Catalogue of Life.